# ملعب يان بريدل
ملعب جان بريدل ((بالإنجليزية: Jan Breydel Stadium)‏) هو ملعب كرة قدم يقع بمدينة بروج في بلجيكا، وهو الملعب الرئيسي لنادي كلوب بروج وسيركل بروج. افتتح الملعب في 1975، بطاقة استيعابية تصل إلى 30,000 ألف متفرج.
استضاف الملعب العديد من المنافسات منها كأس الأمم الأوروبية لكرة القدم 2000.